# Disporella boutani
Disporella boutani är en mossdjursart som beskrevs av Alvarez 1995. Disporella boutani ingår i släktet Disporella och familjen Lichenoporidae. Inga underarter finns listade i Catalogue of Life.